# Мозговой, Олег Николаевич
Мозговой Олег Николаевич (род. 20 февраля 1953, Киев, Украина) — украинский управленец, государственный деятель, ученый-экономист — доктор экономических наук, профессор, Заслуженный экономист Украины, академик международной славянской Академии наук (1998 г.), академик Академии экономических наук (2012 г.), член Союза экономистов Украины (2010 г.), заведующий кафедрой международных финансов Государственного высшего учебного заведения Киевский национальный экономический университет имени Вадима Гетьмана.

## Биография
Родился 20 февраля 1953 года в г. Киеве. Окончил Киевский институт народного хозяйства (1980 г.) и Международный институт менеджмента (1990 г.).

## Образование
- 1976—1980 гг. — Киевский институт народного хозяйства, планово-экономический факультет, экономист, «Планирование промышленности»;
- 1990 — Международный институт менеджмента, магистр делового администрации по вопросам внешнеэкономической деятельности, магистерская работа «Лизинговые операции во внешней торговле»;
- 1988, КНЭУ — кандидатская диссертация «Организация и функционирование промышленных узлов в Украине»;
- 1999, КНЭУ — докторская диссертация «Формирование системы регулирования фондового рынка Украины (методология и организация)».

## Трудовая деятельность
- 08.1968—05.72 — фрезеровщик, Киев. НИИ радиоэлектроники.
- 05.1972—05.74 — служба в армии.
- 12.1974—12.75 — фрезеровщик, завод НИИ «Квант».
- 12.1975—08.84 — слушатель подготовительного отд., Студент, ассистент, аспирант, Киевский институт народного хозяйства.
- 08.1984—09.88 — ст. инженер-экономист, пер. специалист, гл. специалист, Государственный проектно институт «Киевский Промбудпроект».
- 11.1988—08.95 — старший преподаватель, доцент. кафедры международных экономических отношений, 1992—1994 гг. — 1-й декан факультета международной экономики и права, Киевский институт народного хозяйства.
- 12.06.1995—24.06.2004 — Председатель Государственной комиссии по ценным бумагам и фондовому рынку.
- 10.2008—03.09 — член Комиссии — директор департамента надзора за кредитными учреждениями, Государственная комиссия по регулированию рынков финансовых услуг Украины.
- 06.2009—12.2011 — член Государственной комиссии по ценным бумагам и фондовому рынку.
- 12.2011—12.2014 — член Национальной комиссии по ценным бумагам и фондовому рынку.[1]

Государственный служащий 1-го ранга (с 1995 года)
Доктор экономических наук, профессор Олег Мозговой — известный украинский ученый-экономист, принимал активное участие:
1. в создании системы правового регулирования отношений, возникающих на рынке ценных бумаг, защиты интересов инвесторов, предотвращения злоупотреблений и нарушений на фондовом рынке;
2. во внедрении принципов корпоративного управления в Украине;
3. в формировании институциональной инфраструктуры учёта прав на ценные бумаги и расчетов по ним;
4. в создании предпосылок внедрения международных стандартов бухгалтерского учёта и финансовой отчетности в акционерных обществах.

Является разработчиком регулятивной системы отечественного рынка ценных бумаг, в частности:
- Закона Украины «О ценных бумагах и фондовом рынке»;
- Закона Украины «О государственном регулировании рынка ценных бумаг Украины»;
- Закона Украины «Об акционерных обществах»;
- Закона Украины «О депозитарной системе Украины»;
- Закона Украины «Об институтах совместного инвестирования» и другие.

А также многочисленных проектов Решений Национальной комиссии по ценным бумагам и фондовому рынку.

## Научная деятельность
Сферой его научных интересов выступают международные финансы, регуляторная политика, развитие фондовых рынков в условиях глобализации. Имеет более 120 научных и научно-методических работ, является автором и соавтором 3 учебников и 21 учебного пособия, разработчиком 10 программ учебных дисциплин. В частности монографий: «Ценные бумаги» (1997), «Профессионалы фондового рынка» (1997), «Фондовый рынок Украины» (1997), «Зарубежный фондовый рынок» (1998), «Ценные бумаги: история и современность» (2003); учебников и учеб. пособий: «Сделки на фондовом рынке» (1997), «Основы международного инвестирования» (1998, в соавторстве), «Фондовый рынок» (1999), «Международная инвестиционная деятельность» (2003, в соавторстве), «Международные финансы» (2005 гл. ред.), Международные финансы (2016 гл.ред.), Фондовый рынок (2013, гл. ред.), Глобальное финансовое развитие: тенденции, технологии, регулирования (2017, гл. ред.) и другие. Более подробный список научных трудов размещен в Google Scholar
Первый декан факультета международных экономических отношений Киевского государственного экономического университета (современное название КНЭУ) (1992—1994 гг.)
Подготовил 2 докторов и 10 кандидатов экономических наук. С 2004 г.. — Член специализированного совета Д 26.006.02 по защите докторских и кандидатских диссертаций по специальности 08.00.02 — мировое хозяйство и международные экономические отношения.
Проходил научную стажировку в США, Франции, Великобритании, Аргентине, Чили, Германии.
Член редакционных коллегий научных журналов «Рынок ценных бумаг Украины» и «Международная экономическая политика».

## Награды
1. Орден «За заслуги» II степени (2013)
2. Орден «За заслуги» III степени (2008)
3. Почетное звание «Заслуженный экономист Украины» (2003 г.)[4]

## Отличия
- Почетная грамота Верховной Рады Украины (2003 г.);
- Почетная грамота Кабинета Министров Украины (2002 г.);
- В 1997 и 1998 награждён дипломами лауреата второй и третьей общенациональной программы «Человек года» в номинации «Финансист года», обладатель титула «Человек года 1998» в номинации «Финансист года»;
- Знаком «Знак Почета» Государственной комиссии по ценным бумагам и фондовому рынку (2001 г.);
- Нагрудным знаком Министерства образования Украины «Петра Могилы» (2006 г.);
- отличия Государственного комитета финансового мониторинга Украины — нагрудным знаком «Честь и доблесть» I степени (2010 г.);
- отличия Государственной службы Украины «За добросовестный труд» (2010 г.);
- Дипломом и медалью «20 лет независимости Украины» международного академического рейтинга популярности «Золотая фортуна» (2011 г.);
- Почетным знаком отличия Фонда государственного имущества Украины (2011 г.);
- Диплом и памятная медаль «Золотая книга деловой элиты Украины» (2001 г.);
- Дипломом и памятная медаль национальной имиджевой программы «Лидеры XXI века»;
- Включен в книгу «Украина на рубеже тысячелетий. 500 влиятельных личностей» (2000 г.).